# Little Apple
"Little Apple" (спрощ.: 小苹果; кит. трад.: 小蘋果; піньїнь: Xiǎopíngguǒ) — сингл Chopstick Brothers (筷子兄弟), дуету, який складається з Wang Taili (王太利) та Xiao Yang (肖央), що вийшов як промо-запис до фільму Old Boys: The Way of the Dragon (老男孩之猛龙过江). Після релізу сингл швидко став популярним у китайському кіберпросторі, ставши Інтернет-мемом, хітом. На нього робили пародії, флешмоби і кавери по всьому світі.